# ¿De qué se ríen las mujeres?
¿De qué se ríen las mujeres? es una película de cine española de 1996. Se trata de la primera película como director del guionista Joaquín Oristrell. Una comedia divertida, que se adentra en el universo femenino a través de los ojos de un niño. Está narrada por una voz en off, que pertenece al hijo de Luci, recordando aquel verano en Benidorm. Las tres actrices dominan a la perfección el registro cómico, y a ellas se les une el desparpajo de Juanjo Menéndez, interpretando al padre de ellas.

## Ficha artística
- Verónica Forqué (Luci)
- Adriana Ozores (Mari)
- Candela Peña (Graci)
- Ángel de Andrés López (Claudio)
- Jordi Bosch (Carlos)
- Juanjo Menéndez (Lucki)
- François-Eric Gendron (Salva)
- Jorge Sanz (Víctor, mensajero)
- Jesús Castejón

## Argumento
Luci (Verónica Forqué), Graci (Candela Peña) y Mari (Adriana Ozores) son tres hermanas que forman un grupo cómico de animación llamado "Las tres Gracias" y asisten a la boda de su padre con una mujer cuarenta y cinco años más joven que él. 
La película relata la especial relación que cada una de ellas tiene con los hombres:
- Luci se queda viuda cuando su marido es atropellado durante la boda del padre de ella, en el momento en que va en busca de una amante que lo espera en su coche. Por una casualidad, encuentra una agenda descubriendo que su marido le era infiel con varias mujeres. A partir de ese momento, el único objetivo de Luci es ligar con todo hombre que encuentre, ayudada por sus dos hermanas, para más tarde darse cuenta de que es mujer de un solo hombre.
- Mari tiene especial predilección por los hombres casados. Su amante Claudio le pide el matrimonio cuando se entera de que su mujer se ha ido con otro, cosa que ella rechaza. Cuando la mujer de Claudio lo ve en brazos de Mari, no duda en hincarle un tenedor en la espalda en un ataque de celos, y la pareja se rehace. Mari, compuesta y sin novio, termina fijándose en el amante de la mujer de Claudio.
- Graci quiere ser actriz. Decide enviar un video sobre su interpretación a un productor de cine, y se lía con el mensajero: un ladronzuelo de poca monta que termina robándole el monedero, para acabar volviendo con ella.

Poco a poco, las tres van llegando a la conclusión de que los hombres no valen gran cosa y sólo producen risa.

## Comentarios
Es una película cómica sobre el eterno enfrentamiento entre hombres y mujeres, muy apropiada para la época estival, pues se desarrolla en la ciudad de Benidorm, con mucho colorido. En algunas escenas recuerda a aquellas de Tinto Brass. La conclusión que pretende transmitir al final es que a pesar de lo mal que se llevan con ellos, en el fondo no pueden pasar las unas sin los otros.

- Datos: Q6172345